# 山内卓也
山内 卓也（やまうち たくや、1977年3月1日 - ）は、競輪選手。日本競輪選手会愛知支部所属、ホームバンクは名古屋競輪場。日本競輪学校（当時。以下、競輪学校）第77期生。師匠は黒須修典。生姜焼きが好物。

## 来歴
熊本市出身。
名城大学附属高等学校を経て、1995年に競輪学校に第77期生として入学。同期には小野俊之、小倉竜二らがいる。
1996年4月18日、大垣競輪場でデビューし、初勝利も同日。
2004年、ふるさとダービー（佐世保競輪場）決勝3着。全日本選抜競輪（大垣）決勝戦では、3位入線ながらも2着の伏見俊昭の失格により2着繰り上がりで表彰台に立つ。
2005年、西日本王座決定戦（玉野競輪場）決勝戦に進出。直線中ほどから鋭い伸びを見せ優勝。サマーナイトフェスティバル（川崎競輪場）及びふるさとダービー（豊橋競輪場）決勝3着。
2009年1月開催の競輪祭（小倉競輪場）では決勝3着。
2022年12月14日、豊橋FI2日目第5レース（準決勝）において1着となり、通算500勝を達成。ガールズケイリンを含め通算43人目となる記録で、デビューから26年7か月26日（デビュー日を含まない）での達成であった。のち2023年3月11日、同じく500勝を達成した吉田敏洋とともに名古屋競輪場にて表彰式が執り行われた。

## その他
2006年には、同じ中部の山口幸二・加藤慎平・吉田敏洋と共に競輪メッセージソング「ファイトマネー」を歌い、CDリリースした。